# ۴ سپتامبر
۴ سپتامبر در گاه‌شماری میلادی، دویست و چهل و هفتمین (در سال‌های کبیسه دویست و چهل و هشتمین) روز سال است. ۱۱۸ روز تا پایان سال باقی است.

## رویدادها
- ۴۷۶ - با برکناری رومولوس آگوستوس، آخرین بقایای امپراتوری روم غربی برای همیشه از بین رفت و پادشاهی ایتالیا در بخشی از آن جایگزین آن گردید. برخی این حادثه را سر آغاز قرون وسطی (سده‌های میانه) دانسته‌اند.
- ۱۲۸۲ - با شورش اشراف محلی علیه شارل اول، پادشاه فرانسوی سیسیل و درخواست کمک آن‌ها از پدرو سوم، پادشاه آراگون، این جزیره به کنترل پادشاهی آراگون درآمد.
- ۱۶۳۰ - با امضای پیمان اشتتین در شهری به همین نام (امروزه شچچین در لهستان) بین پادشاهی سوئد و اشراف دوک نشین پومرانیا در شمال آلمان این دوک‌نشین با وجود برخی خودمختاری‌ها به کنترل سوئدی‌ها درآمد.
- ۱۷۴۶ - عهدنامه گردان میان نادرشاه افشار و محمود اول، سلطان امپراتوری عثمانی به امضا رسید.
- ۱۸۰۰ - با تسلیم شدن مدافعان فرانسوی جزیره مالت به تصرف نیروهای بریتانیایی درآمد.
- ۱۹۳۹ - با آغاز جنگ جهانی دوم در اروپا، امپراتوری ژاپن اعلام بی‌طرفی کرد.
- ۱۹۳۹ - در اولین اقدام تهاجمی بریتانیا در جنگ جهانی علیه آلمان نازی، نیروی هوایی سلطنتی با هدف آسیب به زدن به نیروی دریایی آلمان دست به بمباران بندر هلیگولند زد که در عمل با زدن خسارت حداقلی و ساقط شدن چندین هواپیما به شکست انجامید.
- ۱۹۴۵ - نیروهای ژاپنی در جزایر ویک پس از آگاهی از تصمیم کشورشان در تسلیم در جنگ جهانی دوم دست از جنگ کشیدند.
- ۱۹۹۸ - وبگاه گوگل توسط چند دانشجوی دانشگاه استنفورد در کالیفرنیا تأسیس شد.

## زادروزها
- ۱۹۲۰ – کلمار بوچی، رانندهٔ مسابقات اتومبیل‌رانی اهل آرژانتین (د. ۲۰۱۱)
- ۱۹۴۴ – دونالد نلسن، دوچرخه‌سوار اهل ایالات متحده آمریکا
- ۱۹۸۷ - ساره امیری وزیر علوم پیشرفته، رئیس ماموریت مریخ امارات متحده عربی

## درگذشتگان
- ۱۰۶۳ − طغرل بیک،[۱] نخستین پادشاه سلجوقی (۱۰۶۳–۱۰۳۷) (ری، امپراتوری سلجوقی)

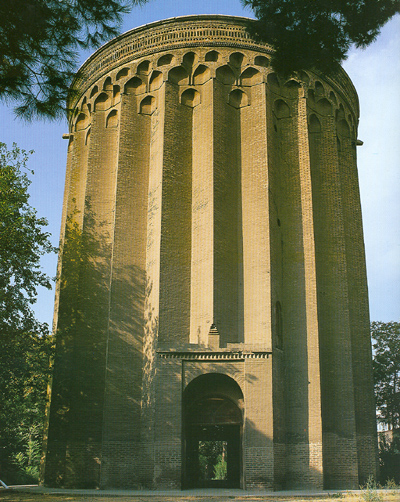
برج طغرل شهرری، آرامگاه موسوم به طغرل بیک

- ۱۹۷۶ − محسن هشترودی، ریاضی‌دان، فیلسوف و شاعر ایرانی
- ۱۹۸۹ − ژرژ سیمنون، نویسنده بلژیکی
- ۱۹۹۷ − چاک آرنولد، رانندهٔ مسابقات اتومبیل‌رانی اهل ایالات متحده آمریکا (ز. ۱۹۲۶)